# IC 948
IC 948 ist eine elliptische Galaxie vom Hubble-Typ E im Sternbild Bärenhüter am Nordsternhimmel. Sie ist schätzungsweise 309 Millionen Lichtjahre von der Milchstraße entfernt.
Das Objekt wurde am 7. April 1888 von dem US-amerikanischen Astronomen Lewis Swift entdeckt.